# Sol de Julio
Sol de Julio är en ort i Argentina.   Den ligger i provinsen Santiago del Estero, i den centrala delen av landet, 700 km nordväst om huvudstaden Buenos Aires. Sol de Julio ligger 219 meter över havet och antalet invånare är 1 799.
Terrängen runt Sol de Julio är lite kuperad, och sluttar brant österut. Runt Sol de Julio är det mycket glesbefolkat, med 3 invånare per kvadratkilometer.. Det finns inga andra samhällen i närheten.
Trakten runt Sol de Julio består i huvudsak av gräsmarker.